# Willem Everts (1827-1900)
Willem Everts (Horst, 8 maart 1827 - Roermond, 8 juni 1900) was een Nederlands geestelijke, docent, onderwijskundige en politicus.

## Biografie
Willem Everts werd in 1827 te Horst/Sevenum in Noord-Limburg geboren in een aanzienlijke familie. Hij was een zoon van Pieter Everts, politicus (in 1827 assessor, vanaf 1830 burgemeester van Horst en Sevenum, vanaf 1837 burgemeester van Sevenum) en Maria Geertrui Houben (winkelierster, later 'grondeigenares'). Zijn middelbare schoolopleiding volgde hij vanaf 1838 grotendeels aan het kleinseminarie van Rolduc, waar hij in 1848 zijn opleiding afrondde met de tweejarige leergang 'Philosophie'. Na enkele jaren studie aan het grootseminarie te Roermond, werd hij in 1851 aldaar tot priester gewijd. Datzelfde jaar werd hij, 24 jaar oud, te Rolduc aangesteld als leraar in de retorica, klassieke en moderne talen. Zoals in die tijd gebruikelijk was op prestigieuze internaten, was de voertaal Frans, indien mogelijk ook in de klas. Van 1868 tot 1893 was hij tevens directeur van de instelling. In die jaren schreef hij een handboek voor het literatuuronderwijs dat tot ver in de twintigste eeuw herdrukt zou worden.  Hij speelde een belangrijke rol bij de ontwikkeling van Rolduc als onderwijsinstelling.
Vanaf 1851 was Willem Everts lid van de Staatscommissie voor het Voorbereidend Hoger Onderwijs (VHO). Op 8 mei 1887 verleende de Katholieke Universiteit Leuven hem de graad van doctor honoris causa in de letteren en wijsbegeerte. Na zijn pensionering in 1893 werd hij gekozen tot rooms-katholiek afgevaardigde voor het district Roermond naar de Tweede Kamer. Hij zou kamerlid zijn van 14 november 1893 tot 19 maart 1894 en van 16 mei 1894 tot zijn overlijden; de eed legde hij in zijn paarse prelatenmantel af. Zijn voorganger in die functie was Gustave Ruijs de Beerenbrouck. In de Tweede Kamer was hij voor het katholieke volksdeel een bescheiden woordvoerder in onderwijszaken, die beknopt, maar ook wat poëtisch sprak. In 1897 werd hij zonder stemming door het district Roermond herkozen.
Mgr. Everts was lid van de Nederlandse Maatschappij van Letterkunde en van de Koninklijke Vlaamsche Academie. Hij werd in 1883 benoemd tot kanunnik bij het kathedraal kapittel van het Bisdom Roermond. Hij werd twee maal verheven tot pauselijk erekamerheer en huisprelaat, per 1 januari 1877 door paus Pius IX, in 1893 door paus Leo XIII. In 1891 benoemde koningin Emma hem tot ridder in de Orde van de Nederlandsche Leeuw.

## Relatie met de familie Alberdingk Thijm
Everts was nauw bevriend met de toonaangevende katholieke literator en emancipator Joseph Alberdingk Thijm (1820-1889) te Amsterdam, die hij regelmatig 's zomers bezocht op zijn buiten Heuvelrust in Hilversum. Het contact, dat zich in een uitvoerige briefwisseling vertaalde, was in 1855 gelegd door een wederzijdse vriend, de architect Pierre Cuypers (1827-1921), later Thijms zwager.
Alle drie zonen van Thijm, de latere Jezuitenpater Jan Alberdingk Thijm (1847-1926), de latere koopman Frank Alberdingk Thijm (1854-1925) en de latere schrijver Karel Alberdingk Thijm (1862-1954), brachten enige jaren als scholieren door in het katholieke jongensinternaat dat aan Rolduc verbonden was, respectievelijk van 1859 tot 1865, van 1866 tot 1869, en van 1875 tot 1878, in het laatste geval dus onder Everts' hoede.
Karel werd door Everts wegens vergaand wangedrag voortijdig uit Rolduc verwijderd en zou zijn internaatservaringen later, onder zijn schrijverspseudoniem Lodewijk van Deyssel, verwerken in zijn scandaleuze tweede roman, De Kleine Republiek (1889). In het verhaal komt ook Everts uitvoerig voor, onder het pseudoniem van 'meneer Stigge', als een van de weinige bewoners overigens in vrij positieve zin. Ook speelde Everts daardoor een rol in enkele romans van Karels met haar broer gebrouilleerde zuster Catharina Alberdingk Thijm (1848-1908). 
- Biografisch Portaal: 46464797
- Digitale Bibliotheek voor de Nederlandse Letteren: ever013
- Gemeinsame Normdatei: 1114083445
- International Standard Name Identifier: 0000 0003 9696 8464
- Nederlandse Thesaurus van Auteursnamen: 069954682
- Parlement.com: vg09ll0inuye
- Virtual International Authority File: 291975309
- WorldCat: E39PBJy8rtcHgkGVH7RHtyTbVC